# Simon (The Walking Dead)
Simon és un personatge de la sèrie de televisió The Walking Dead. Va ser interpretat per l'actor canadenc Steven Ogg. Simon és el segon al comandament dels Salvador i el mà dret personal del líder dels Salvador, Negan. Simon és fonamental per capturar Rick Grimes i el seu grup mentre es dirigeixen en un RV per portar Maggie Greene a la colònia Hilltop. Igual que Daryl Dixon, Simon és un personatge original que no s'inclou a la sèrie de còmics del mateix nom.

## Biografía del personatge

### Sisena temporada
Simon és presentat al final de la sisena temporada, on és un dels lloctinents de Negan que treballa per dirigir Rick Grimes i el seu grup cap a un punt de trobada designat creant bloquejos. Un cop arriben Rick i els seus aliats, Simon i altres Saviors obliguen el grup a agenollar-se mentre es presenten per primera vegada a Negan i "Lucille", el seu bat de beisbol embolicat amb filferro de pues. Intentant forçar el grup a sotmetre's per les seves transgressions contra els Salvador, Negan es prepara per matar un d'ells.

### Setena temporada
En l'estrena de la temporada 7, Negan primer bat el cap d'Abraham Ford amb força i després mata a Glenn Rhee com a càstig quan Daryl Dixon intenta aturar Negan. Negan, Simon i els altres salvadors prenen a Daryl com a captiu quan tornen a la seva base, el Santuari.
Simon és assignat per ser el contacte dels Saviors per a la comunitat Hilltop, assegurant la cooperació del covard Gregory per continuar les ofertes dels Hilltop als Salvadors. Quan Daryl escapa del Santuari, Simon i els Salvadors el busquen a la zona segura d'Alexandria, saquejant la comunitat i avisant a Rick que vindrà retribució si el troben allà. Després que Negan mata el metge del Santuari, Simon recupera el germà del doctor que ha estat servint Hilltop. Simon s’adona que Gregory està perdent el control de la comunitat amb Maggie Rhee, l'esposa de Glenn, i Simon confia en Gregory per fer-li saber si hi ha problemes. Finalment, Negan i els Salvadors es veuen obligats a anar a la guerra amb Rick i la comunitat d'Alexandria, però Rick i els seus aliats poden repel·lir l'atac. Després, Rick, Maggie i el rei Ezekiel de la comunitat del Regne acorden llançar una ofensiva contra els Salvadors, mentre Negan, Simon i els altres Salvadors es preparen per a un nou atac.

### Vuitena temporada
Gregory, que ara ha perdut tot el control de Hilltop davant Maggie, arriba al Santuari per advertir Simon, Negan i els altres tinents sobre això, però els assegura que una mica de coacció els pot tornar a posar en línia. Simon suggereix que acabin amb la comunitat Hilltop, però Negan rebutja fermament aquesta idea, ja que considera que els residents d’aquestes comunitats són recursos. Just aleshores, els aliats combinats de Rick arriben al Santuari, exigint-los que parin. Negan es nega i Simon li diu a Gregory que avisi els soldats de Hilltop que seran expulsats de Hilltop si s'alien amb Rick; cap d'ells no es troba defectuós i es manté de peu per Maggie, i Simon expulsa Gregory d'un conjunt d'escales. Rick i els seus aliats procedeixen a disparar contra el Santuari, obligant a Negan a cobrir-se dins d’una caixa remolc, i la resta de Salvadors van tornar a dins mentre dirigien a propòsit una horda caminant dins de les tanques del Santuari per contenir-los. Quan Rick i els seus aliats marxen, Gabriel Stokes veu a Gregory lluitant per protegir-se i l'ajuda a rescatar-lo, però Gregory entra en pànic i marxa sol, deixant a Gabriel per acabar refugiant-se al mateix tràiler que Negan.
L'atac de Rick deixa als Salvadors incapaços d'abandonar Sanctuary, permetent a Rick i al seu grup prendre el control d'altres llocs avançats del Salvador, inclosa la captura de diversos Salvadors en un lloc que normalment supervisa Simon. Al Santuari, Simon, Dwight i els altres tinents, creient que Negan era mort, lluiten en el buit de poder i es preocupen que un d'ells filtrés informació al grup de Rick; Dwight, que ha optat per ajudar Rick, desvia la seva atenció cap a altres qüestions. Simon comença a prendre el control i les seves decisions porten a la preocupació dels treballadors de sota. De la mateixa manera que la situació es tensa, Negan es revela que encara és viu, després d'haver-se escapat del remolc amb Gabriel. Negan reafirma el control. Les circumstàncies fan que els Salvadors acabin amb l’horda bloquejant-los, i Negan envia ràpidament els seus lloctinents per enfrontar-se als aliats de Rick. Simon condueix un grup a Hilltop, capturant a Jerry pel camí, i atura Maggie i un comboi de vehicles mentre es dirigeixen cap a un altre lloc avançat de Salvador. Simon mata a Neil, un dels soldats de Maggie, i li torna Jerry a canvi que la faci girar i tornar a Hilltop. Mentrestant, Negan llança una important ofensiva a Alexandria, destruint efectivament la comunitat, gràcies a que Carl Grimes pot ajudar a protegir els residents fent-los amagar en una claveguera. Dwight, per protegir els seus aliats, es veu obligat a activar alguns salvadors durant això, però un salvador, Laura, aconsegueix escapar abans que pugui matar-la.
Mentrestant Negan organitza els Salvador per trobar els desapareguts alexandrins, ell ordena a Simon que vagi als carronyers, dirigits per Jadis, i els doni la seva "oferta estàndard", per matar un d'ells per posar els altres en línia. Abans que marxi, els salvadors reben una caixa del cim del turó, que conté el cos reanimat d'un dels homes de Simon que el cim del turó havia capturat, enfurismant-lo. La seva ira s’altera quan s’enfronta a Jadis i ordena als seus homes que massacrin els carronyers. Jadis aconsegueix sobreviure jugant mort. Simon torna al Santuari i informa que havia seguit les ordres de Negan. Més tard, Negan va idear un nou pla per atacar Hilltop amb armes cobertes a les vísceres dels caminants, de manera que els afectats giressin i atacessin la comunitat des de dins. confia que creu que Negan no és prou agressiu i creu que haurien d’eliminar-lo del poder. Rick ataca el cotxe de Negan i el fa sortir del comboi. Simon i Dwight fan que els altres Salvador estiguin de guàrdia mentre busquen Negan. Troben el seu cotxe abandonat, sense saber que s’amaga de Rick en un edifici proper. Simon afirma a Dwight que aquesta és la seva oportunitat i Dwight posa foc al cotxe. Els dos informen als altres salvadors que és probable que Negan estigui mort i ara els indica que acabaran amb la comunitat Hilltop. Desconeixen que Negan sobreviu a l'atac de Rick, però és capturat breument per un venjador Jadis, on s'assabenta de la desobediència de Simon. L Comença l’atac dels Saviors a Hilltop, però la comunitat Hilltop està ben preparada i pot defensar-se de l’atac. Simon i Dwight es colen al turó, i Simon està disposat a disparar contra Tara Chambler, que sabia que dirigia l'atac anterior al seu lloc d'avanç. Dwight demana fer el tret, ferint-la discretament però a propòsit només amb una fletxa neta. Els salvadors es veuen obligats a fugir de nou al santuari.
Simon prepara els Salvador per a una altra gran ofensiva quan reapareix Negan. Negan obliga a Simon a posar-se de genolls, apareixent preparat per matar-lo per intentar prendre el control dels Salvador, però quan Simon sucumbeix a les seves ordres sense cap pregunta ni resistència, Negan li diu que tot és perdonat. Simon es reuneix amb Dwight, instant-lo a reunir qualsevol Salvador que estigui a punt per enderrocar Negan a una reunió secreta. Dwight, intentant cobrir la seva pròpia duplicitat, accepta. A la reunió, Simon descobreix que Dwight li va dir a Negan sobre això, i Negan està furiós amb Simon per haver anat en contra de les seves ordres en tractar amb els Scavengers com tenia amb la comunitat Oceanside. Li diu a Simon que l'única manera de sobreviure és guanyar-lo en una lluita de punys. Amb tots els salvadors reunits per veure-ho, Simon intenta matar Negan, però Negan el domina fàcilment i l’ofega fins a la mort. Negan fa que el cos re-animat de Simon encadenat a la tanca de fora del Santuari. Després de la pau amb els Salvador, els caminants són alliberats de la tanca i presumptament assassinats, inclòs Simon.

## Desenvolupament
A la final de la temporada sis, "Last Day on Earth", Steven Ogg va debutar com a Simon, que és membre dels Saviors, els principals antagonistes de la setena temporada, en la qual es va convertir en un personatge recurrent.
Steven Ogg, que va interpretar a Simon, li havia dit al showrunner Scott M. Gimple que Simon anava a ser assassinat a l'acte d'estrena de la vuitena temporada del 22 d'octubre de 2017. Ogg va demanar a Gimple que Simon baixés en un bola de canó". Tant ell com Jeffrey Dean Morgan, el retratista de Negan, van representar els seus papers en la lluita final, tot i que cap dels dos no tenia entrenament en la lluita.
La majoria de crítics van comentar positivament l'actuació d'Ogg a l'episodi de la vuitena temporada "Worth", amb Joe Otterson de Variety dient: "Una vegada més, Steven Ogg demostra ser un dels millors vilans del joc en l'episodi d'aquesta setmana de "The Walking Dead". Simon d'Ogg fa el seu pas per fer-se amb el Santuari, però el seu temps demostra estar una mica fora de joc.

## Habilitat i caràcter
| « | Gent! quan acabem aquí ens posarem a treballar. Ja saps que no volia això, però el Santuari ha de mantenir-se. No és l'home que continuarà aquest conflicte. Però només volia dir... un enclavament de gràcia agraït. ”— (Les últimes paraules de Simon Salvatori abans de morir de Negan) | » |

Simon és un home despietat, brutal, imprevisible i articulat amb un sentit de l'humor sàdic i inquietant, i també és considerat per Negan massa violent i "psicòtic". Ha mostrat una fidelitat extrema al seu líder i, per tant, és molt apreciat i confiat per ell. Igual que Negan, Simon no està més enllà d’utilitzar la por i la intimidació per aconseguir els seus fins i és un assassí massiu despietat i de sang freda i gens molestat per l'excessiva violència que fan servir els Salvadors, tal com ho és. Vist quan Negan li va demanar casualment bolígraf per marcar on tallaria el braç de Carl. Simplement simplement compleix la sol·licitud de Negan i no mostra cap reacció emocional a la situació, que sembla implicar que Simon ha comès actes de brutalitat similars i se n’ha insensibilitzat i fins i tot s’ha demostrat que gaudeix de sàdics per la violència emprada pels Salvadors.
Com a segon membre de més alt rang dels Saviors, Simon posseïa una gran quantitat de poder només superat pel mateix Negan, i també semblava ser un líder i un pensador estratègic molt hàbil, ja que va organitzar hàbilment la captura i l'emboscada del grup de Rick predint quins carreteres per on travessarien i construïrien barricades en conseqüència per conduir-los a una emboscada.
Tot i ser el seguidor més fidel de Negan, es revela gradualment que els dos difereixen dràsticament en la seva opinió sobre com afrontar la traïció i el desafiament de les seves comunitats sotmeses. A diferència de Negan que opta per matar uns quants per salvar-ne molts i tornar als altres a la cua, Simon demostra ser encara més sanguinari i està disposat a destruir grups sencers a causa de la seva desobediència als Salvadors, com es va veure quan tenia els carronyers. Jadis, exterminat a causa de la seva traïció als Salvador per haver-se posat al costat de la falta de remordiment de Rick i Jadis.

## Aparicions
sisena temporada 

6x16
setena temporada 

7x01

7x05

7x09

7x14

7x16
vuitena temporada

8x01

8x05

8x08

8x10

8x12

8x13

8x15
Desena temporada

10x13 (Al·lucinació)
Aparicions
     = Personatges principal
     = Personatges recurrent
     = Participació / Convidat / No acreditat
| Temporada | Temporada | Temporada | Temporada | Temporada | Temporada | Temporada | Temporada | Temporada | Temporada | Temporada | Total |
| 1a        | 2a        | 3a        | 4a        | 5a        | 6a        | 7a        | 8a        | 9a        | 10a       | 11a       | Total |
| --------- | --------- | --------- | --------- | --------- | --------- | --------- | --------- | --------- | --------- | --------- | ----- |
| -         | -         | -         | -         | -         | 1         | 5         | 7         | -         | 1         | -         | 14    |

## Mort
Mort per:
- Ell mateix (causat)
- Dwight (causat)

Després que Simon intenta dirigir un cop d’estat contra Negan, és traït per Dwight, que el porta a Negan a desafiar a Simon en una lluita de lideratge.
- Negan Smith (viu)

Simon inicialment pren el relleu, però finalment Negan el domina i després l'estrangula fins a la mort. En lloc d’aturar la recuperació de Simon, Negan l'encadena a la tanca del Santuari amb els altres viatgers.
- Un salvador sense nom (zombificat, fora de pantalla)

Després de derrotar Negan i establir la pau, Simon és abatut junt amb els altres caminants.